# 安建
安建（1952年10月—），男，汉族，河北安平人，中华人民共和国政治人物，第十二届全国人民代表大会河北地区代表。

## 生平
安建毕业于中国人民大学。1972年加入中国共产党。2013年，被选为全国人大代表。